# Djamel Keddou
Djamel Keddou (arabisch جمال کدو, DMG Ǧamāl Kaddū; * 30. Januar 1952 in Bab El Oued; † 16. November 2011 in Algier) war ein algerischer Fußballspieler und -trainer.

## Sportlicher Werdegang
Keddou spielte in den 1970er und 1980er Jahren für USM Algier. Nachdem der Abwehrspieler mit dem Klub in den 1970er Jahren bereits mehrfach im Endspiel um den algerischen Landespokal gestanden hatte, gewann er 1981 mit einem 2:1-Endspielsieg über die ASM Oran in diesem Wettbewerb als Mannschaftskapitän seinen einzigen überregionalen Titel auf Vereinsebene. Zwischen 1973 und 1978 war er zudem Nationalspieler in der algerischen Nationalmannschaft. Mit dieser gewann er 1975 bei den Mittelmeerspielen die Goldmedaille, insgesamt bestritt er 25 Länderspiele.
Nach seinem Karriereende wechselte Keddou auf die Trainerbank. Ab 1986 bildete er gemeinsam mit Mustapha Aksouh das Trainergespann bei USM Algier, 1988 gewann die betreute Mannschaft im Elfmeterschießen gegen CM Belouizdad den Landespokal. Es folgten Engagements in der ersten und zweiten algerischen Liga bei JS El Biar, WB Aïn Benian, WA Rouiba, JSM Chéraga und ES Ben Aknoun.
Nachdem Keddou längere Zeit bereits in Paris ärztlich betreut worden war, wurde er im Oktober 2011 nach Algier ins Krankenhaus verlegt. Dort verschlechterte sich sein Zustand, so dass er nach einem Herzstillstand zunächst in ein künstliches Koma versetzt wurde und Mitte November im Alter von 59 Jahren verstarb.